# 第二次世界大戦中のハンガリー
第二次世界大戦中のハンガリー（だいにじせかいたいせんちゅうのハンガリー、ハンガリー語: Magyarország a második világháborúban）は、枢軸国側で戦った。

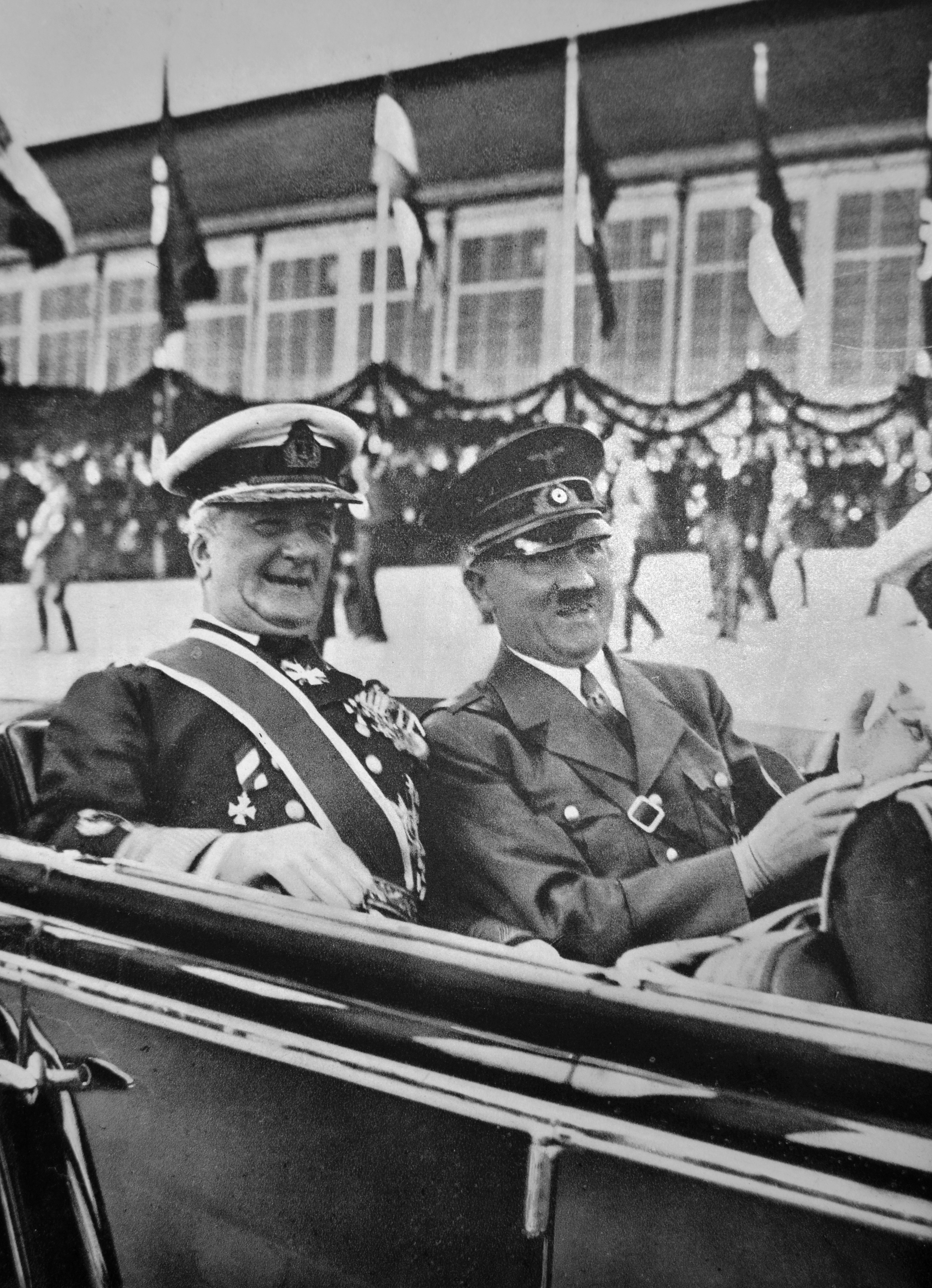
ホルティ・ミクローシュとアドルフ・ヒトラー（1938年）

世界恐慌以来、ハンガリーはイタリアおよびドイツとの貿易を強化した。1930年代の終わりから、民族主義路線に転換を経験したハンガリー王国は両国との関係で恩恵を受けるようになった。 ドイツの仲介を得て、チェコスロバキアやルーマニアとの間にあった領土問題で、トランシルヴァニアを獲得するなど自国に有利な解決交渉を行うことができた。1941年、ドイツからの圧力を受けたハンガリーは枢軸国に正式に加わり、第二次世界大戦中、ドイツと共通にユーゴスラビアとソビエト連邦にそれぞれ侵攻した。
赤軍と戦っている時期になって、ハンガリー政府は迫りつつあった敗戦の危機から自国を守るため、連合国側だったイギリスとの休戦交渉を開始した。この交渉をドイツに対する裏切りとみなしたアドルフ・ヒトラーは、1944年3月にハンガリー占領をドイツ軍に対して命令した。赤軍がハンガリー領を脅かしつつあった中、摂政であったホルティ・ミクローシュはソ連との休戦協定を締結した。しかし、締結直後にホルティの次男がドイツ人に誘拐された（ミッキーマウス作戦）ため、摂政ホルティは結果的にソ連との休戦協定の破棄を余儀なくされた。その後のパンツァーファウスト作戦によりホルティは失脚し、代わって親独的だった矢十字党指導者のサーラシ・フェレンツが政権を握った。1945年、ハンガリーは赤軍とルーマニア軍の侵攻を受け、駐留していたドイツ軍共々大敗を喫した。ハンガリーの降伏後、ドイツの仲介で得た領土を失い、1938年以前と同じ国境線に戻された。
第二次世界大戦中、約30万人の軍人と60万人の民間人（ユダヤ人45万人とロマ2万8千人を含む）が死亡した。国内の都市も多数の破壊を受け、特に首都ブダペストは大きな被害を被った。大戦初期、ほとんどのユダヤ人は強制収容所への移送を免れていたが、国内での公的な生活や経済活動への参加に制限を課す一連の反ユダヤ法の対象となった。マルガレーテ作戦の後、ドイツがハンガリー国内で統制を強めると、ユダヤ人やロマがアウシュヴィッツ＝ビルケナウ強制収容所に移送され始めたため、状況はさらに悪化した。